# USS Potomac (1822)
USS Potomac – amerykańska fregata żaglowa, wyposażona w 42 działa.
Stępka została położona w 1819 roku w Washington Navy Yard, zaś zwodowano go trzy lata później. W pełni wyposażony został dopiero w 1831 roku, po przejęciu dowództwa przez kpt. Johna Downesa.
W dziewiczy rejs udał się 19 sierpnia 1831 roku, przez przylądek Dobrej Nadziei do miejsca stacjonowania Pacific Squadron ("eskadry pacyficznej"). 6 lutego 1832 roku ostrzelał wioskę Quallah Batoo na Sumatrze w odwecie za zdobycie statku kupieckiego Friendship ("Przyjaźń") oraz zmasakrowanie jego załogi. Z 282 członków załogi i marines tylko dwóch zostało rannych podczas interwencji. 23 maja 1834 roku Potomac powrócił do Bostonu, okrążając glob.
Fregata odbyła następnie dwa rejsy do miejsca stacjonowania eskadry brazylijskiej, celem obrony amerykańskich interesów w Ameryce Łacińskiej. Między 8 grudnia 1844, a 4 grudnia 1845 patrolowała wody Indii Zachodnich, zaś między 14 marca 1846 a 20 lipca 1847 jej terenem działania były Karaiby oraz Zatoka Meksykańska. W tymże okresie okręt wspierał posunięcia militarne generała Zachary'ego Taylora, desantując oddziały podczas bitwy pod Palo Alto. Brał również udział w oblężeniu Vera Cruz (9-28 marca 1847).
Potomac służył jako okręt flagowy Home Squadron w latach 1855-1856. U wybuchu wojny secesyjnej okręt pożeglował do Nowego Jorku, by stać się częścią blokady południa. Do tego czasu jego dowódcą był William Thomas Sampson, jednakże 25 grudnia 1861 roku uzyskał dowództwo nad USS Water Witch. Potomac stał się statkiem-składem dla eskadry, pozostając w Pensacola Navy Yard do 1867 roku, kiedy został przeniesiony do Filadelfii. Tam doczekał wycofania ze służby 13 stycznia 1877 oraz sprzedaży na rzecz firmy E. Stannard & Company 24 maja 1877.